# 豬戰 (1906-1908年)
豬戰（英語：Pig War），或稱關稅戰爭， 是一場奧匈帝國與塞尔维亚王国在1906至1908年間的貿易戰。

## 歷史
在20世紀初期，塞尔维亚王国在經濟上是哈布斯堡王朝的附庸，國家大部份出口均往奧匈帝國，尤其是豬肉。當塞爾維亞嘗試減少對奧匈的依賴，與其他國家建立貿易關係，尤其是保加利亞、德意志帝國和法國。塞爾維亞開始從法國進口武器而非奧匈帝國，在1904年與德國簽立貿易協議，1905年與保加利亞達成關稅同盟:74。這舉使奧匈帝國懲罰塞爾維亞，施加貿易制裁:23。
奧匈帝國在1906年4月決定停止從塞爾維亞進口豬肉，但這舉未能使塞國屈服，並從法國獲得投資建立新的包裝廠方便國際貿易，並從德國進口原料。最終奧匈帝國在1908年3月結束這場經濟衝突。